# Dol
Dol es una localidad de Croacia y su respectivo ejido, perteneciente al distrito de Stari Grad, condado de Split-Dalmacia.

## Geografía
Se encuentra a una altitud de 81 m s. n. m. a 457 km de la capital nacional, Zagreb.

## Demografía
En el censo 2011 el total de población de la localidad y su zona circundante fue de 311 habitantes.
| Gráfica de población de Dol 1857-2011                               |
|                                                                     |
| Según los censos de población de la oficina estadística de Croacia. |